# Víctor Manuel Gerena
Víctor Manuel Gerena (Nueva York, 24 de junio de 1958) es un fugitivo estadounidense buscado por el Gobierno de los Estados Unidos, por el asalto a mano armada de 7 millones de dólares de una sucursal del banco Wells Fargo, en 1983.
El 14 de mayo de 1984, Víctor Manuel Gerena se convirtió en el fugitivo número 386 de la lista de los diez fugitivos más buscados por el FBI. Desde entonces, permaneció durante 32 años en la lista, el tiempo más largo de un fugitivo en la historia de la lista. Gerena fue finalmente removido de la lista el 15 de diciembre de 2016. Se cree que Gerena vive en Cuba.

## Asalto
Gerena, como miembro de una organización revolucionaria la cual procuraba la liberación del pueblo de Puerto Rico por parte de los Estados Unidos conocida por Los Macheteros, le fue encomendado el robo. El plan fue creado por el grupo, con la complicidad de otros tres sujetos llamados Norberto, Avelino y Orlando González Claudio, tres hermanos. Gerena y los hermanos González Claudio asaltaron una sucursal del banco Wells Fargo, el 12 de septiembre de 1983. El hecho ocurrió en West Hartford, Connecticut, luego de amordazar a dos funcionarios que se encontraban en un vehículo blindado. Gerena y los tres hermanos se llevaron 7 000 000 de dólares, un hecho que en su momento, fue declarado como uno de «los robos más grandes de dinero en efectivo», según la versión de las autoridades.

## Prófugo de la justicia
Según informes de la prensa, Gerena se trasladó inmediatamente a México, luego de cometer el asalto. Su paradero era incierto. El FBI ofrecía una recompensa de hasta 1 000 000 de dólares por su captura, mientras que el banco Wells Fargo ofrecía 500 000 de dólares por la información que permitiera su captura; según la Oficina Federal de Investigaciones, el «premio es el más grande ofrecido en un solo crimen».